# Salvatore Contino
Salvatore Contino (n. Palermo, 25 de agosto de 1922 - Termini Imerese, 11 de septiembre de 2008) fue un pintor italiano. Es considerado el principal exponente del surrealismo en Sicilia.

## Biografía
Salvatore Contino vivió en Termini Imerese en la provincia de Palermo. Su padre el Maestro Pietro Contino (nacido en Comitini, en la provincia de Agrigento) que fue escultor de hierro, herrero, experto en mecánica y fontanería, Salvatore aprende los fundamentos del diseño, especialmente la decoración utilizada sobre todo en el arte del hierro forjado, mucho más en boga en ese momento. A través de su hermano mayor, José, hábil diseñador, especialmente de las vías de conducción, recibió el empuje para dedicar su vida a la pintura.
Entre 1932 y 1933, Salvador, auspiciado por su tío, el Maestro Calogero Contino aprendió el arte de decorar los carros de Sicilia, con el renombrado pintor Salvatore Fricano de Bagheria, en la tienda de este último, ubicada en la Porta Euracea de Termini Imerese. Después de unos pocos años, tras haber completado su aprendizaje en la Fricano, colaboró estrechamente con los pintores y decoradores de Termini Imerese, Ignacio Benvenuto y Vincenzo Cannata, en el arte de la decoración de los techos, particularmente apreciados por la burguesía local.
Durante la Segunda Guerra Mundial, se alistó en el ejército del aire, desempeñando sus funciones en los aeropuertos militares de Vibo Valentia (Catanzaro), Caselle Torinese, Chateau Blanc,(Aviñón), Campoformido,(Údine), alcanzando el grado de aviere elegido y armero. En ese momento retrata fielmente el aeropuerto, el aire y el piloto en una secuencia casi documental. Durante su cautiverio en Alemania, entre otros, tuvo la oportunidad de colaborar en el establecimiento de un pequeño teatro que, con nostalgia, retratael horizonte de Termini Imerese, con los colores característicos del sol de Sicilia. Después de la guerra, trabajó en la Catedral de Messina, con la empresa Bonanno, dedicada a la decoración de casetones en el techo de la iglesia. En este contexto, habiendo hecho amistad con algunos mosaiquistas, adquirió el dominio de la técnica del mosaico. Más tarde trabajó en Roma con decoradores (incluyendo el Maestro Pucciarelli, quien tenía su taller en Piazzetta San Salvador en Lauro), y con talentosos escenógrafos de Cinecittà (equipo dirigido por Piero Filippone (1911-1998)).
A partir de 1947 hasta 1951, vivió en Francia, y en concretamente en Aviñón, Lyon, Chambéry, París, y más tiempo en Marsella, tomando parte en cursos de formación colectivos (incluidos los cursos muy selectivos de la prestigiosa Ecole Libre du Nu, (Escuela Libre del Desnudo) y personales. Durante esos años, fue partícipe del gran clima cultural francés, aún fascinado por las obras de maestros del surrealismo, un movimiento que más tarde se unió con su visión personal. En ese período también pudo admirar las obras del gran maestro Pablo Picasso durante una de sus estancias en Marsella y de los surrealistas Max Ernst y Leonor Fini. En Aviñón colaborado con Victor Crumière (1895-1950), decorador, arquitecto de interiores (se inspiró en el 'art déco'), pintor de paisajes y flores. De ese período son algunos paisajes de la Costa Azul y del sureste de Francia.
Ya en Sicilia, trabajó principalmente en Palermo y Termini Imerese. En 1951 se casó con Giuseppina Schimmenti en Polizzi Generosa, en la provincia de Palermo, donde residía permanentemente desde un año atrás. Gracias a su larga estancia de más de cuarenta años, la ciudad de su esposa permaneció atada, retratada desde diferentes ángulos sobre el lienzo, sus pintorescos edificios y monumentos, su no menos pintoresco Commenda, las ruinas de la Orden de Malta, el Monumento de la Guerra de Fallen, la Torretonda, la torre de la iglesia de S. Pancracio, la Madre Iglesia, etc.
En Termini Imerese realiza el gran retablo de la iglesia de Caramel, pintando el Bautismo de Cristo. En este trabajo, en el que aborda un tema que ha tenido grandes ejemplos en la historia del arte italiano, ha creado una versión original con algunos interesantes soluciones en el plano de su ejecución.
En 1960, con motivo de la celebración del centenario de la unificación italiana, llevó a cabo la pintura que representa al general Giuseppe La Masa reuniéndose con las tropas de Bourbon, para salir de la ciudad de Termini Imerese, símbolo del abandono de la Isla (la pintura se exhibe en la sala de conferencias de la CGIL de Termini Imerese). Había comenzado la fértil línea de pinturas que representan la reconstrucción de los acontecimientos históricos y, sobre todo aquellos relacionados con su ciudad natal, y también de Palermo y Cefalù, ahora dispersos en diversas colecciones privadas. En este contexto encontramos la exposición de pinturas Termini Antica, que se celebró en abril de 1969 en el Club Universitario di Termini Imerese(CUTI), que recibió un amplio reconocimiento por parte del público y los críticos. El mismo año realizó dos exposiciones en Cefalù (Kursaal Astro y L'Eucaliptus ). En 1969 entabla amistad con el pintor y decorador Emilio Murdolo de Bagheria, uno de los seguidores del arte de la pintura y la decoración de los carros de Sicilia. En 1973, conoció a un estudiante de Murdolo, el famoso pintor Renato Guttuso (1911-1987).
Entre 1968 - 1969 se dedica con éxito al arte de la cerámica, que trabaja en el taller de los ceramistas de Santo Stefano di Camastra, Pietro Fratantoni ubicado en Palermo y, a continuación, Sebastiano Prinzi (Ceramiche La Musa) en la misma ciudad. en este periodo lleva a término un gran número de bajorrelieves de cerámica, artículos de mobiliario y más. Entre 1974 - 1975 consigue muy buenos resultados también con el Mosaico, bajo la sabia orientación del profesor Benedetto Messina de Monreale.
A partir de 1970 comenzó a usar el alias Tinosa [(Con) Tinosa(lvatore)], junto con la pintura clásica tradicional que le era propia por ascendencia, apuntó hacia una visión personal del surrealismo, sobre la base de la presencia recurrente, de lo que había designado como las "futurista estructuras", y que constituyen una auténtica topos figurativa de este artista ecléctico. Las omnipresentes "futurista estructuras", de la pintura surrealista de Tinosa, se basa en la capacidad futura de la humanidad para construir la imposición de estructuras, que parecen casi metálicas, se alzan en el cielo, testigo de una elevación no solo tecnológica - científica, sino también espiritual. Tinosa prefigura, un futuro de la humanidad en sus lienzos que tienen la capacidad para destruir los campos gravitatorios naturales, la tierra como fuente de energía.
En 1974, Tinosa expuesto en París, en la colectiva Salon de l'Art Libre. Allí su trabajo fue recibido con un diploma de honor y entusiastas elogios del conocido pintor y crítico de arte Paul Baggio.
Desde 1948, el artista participó en varias exposiciones y ha preparado muchas exposiciones de pintura en Francia e Italia. Sus obras forman parte de colecciones privadas y edificios públicos y de la calle en las iglesias de Italia, Francia, Alemania, Bélgica, Inglaterra, Estados Unidos, Australia, Canadá. Fue Presidente de la Academia Euracea Mediterránea de las Ciencias, Humanidades y Artes, con sede en Termini Imerese (2006-2008), de cuyo montaje ha sido un incansable promotor y fundador.

## Principales exposiciones
- 1948. Colectiva -en el Real Gallery-Aviñón.
- 1948. Personal -en el Real Gallery-Avignon.
- 1949. Colectiva - Galerìa de La Merie(Ayuntamiento)-PAS DES Lanciers (Marsella).
- 1949. Personal - Galería de la Merie(Ayuntamiento) - PAS DES Lanciers (Marsella).
- 22 de mayo - 2 de junio de 1960. Personal - Galerìa Círculo Margareta-Términi Imerese.
- 19 de agosto - 2 de septiembre de 1962. Colectiva - Exposición de arte B. Agostino-Novelli Términi Imerese.
- 22 de agosto - 1.º de septiembre de 1963. Exposición de Pintura CollectivelyRegional extemporánea Beato Agustín Novelli, Ciudad de Termini prima-Términi Imerese.
- 26 de agosto - 6 de septiembre de 1964. Colectiva -3 ª Exposición regional de Pintura extemporánea Beato Agustín Novelli, Ciudad de Termini prima-Términi Imerese.
- 25 de agosto - 5 de septiembre de 1965. Colectiva -4 ª Exposición regional de Pintura extemporánea Beato Agustín Novelli, Ciudad de Termini prima- Términi Imerese.
- Abril de 1969. Personal - Galería del Club de la Universidad de Termini Imerese, CUTI-Términi Imerese.
- Junio de 1969. Personal -de la galería de "Astro-Kursaal CEFALÚ».
- Julio de 1969. Personal - Galerìa dell'Eucaliptus-CEFALÚ».
- Julio de 1971. Personal - Sección  P. S. I. - Polizzi Generosa.
- 25 de agosto - 5 de septiembre de 1971. Colectiva -X Premio Nacional de Pintura Contemporánea de la ciudad Terms-Términi Imerese.
- 30 de noviembre - 30 de diciembre de 1971. Colectiva -Exposición de pintura y escultura - la agencia de turismo,Castello Visconti - PAVÍA.
- agosto de 1973. Colectiva -4 "Salerniana" agosto Artística Erice,Triennio II-ERICE
- 1 de diciembre de - 16 de diciembre de 1973 Personal -Galería "C. A. C. E.- Términi Imerese.
- 29 de septiembre - 7 de octubre de 1973 Collective -XII Premio Nacional de Pintura Contemporánea de la ciudad Terms-Términi Imerese.
- 3 de mayo - 2 de junio de 1974. Personal - El Carrubella Gallery-Monreale.
- 2 de junio - 9 de junio de 1974. Colectiva -Primera dell'Artigianato-Términi Imerese.
- 1974. Colectiva - "Palacio de las Bellas Artes, Salón Internacional, El Arte Libre" - PARIS.
- 5 de abril - 15 de abril de 1975. Personal - Galería C. A. C. E.- Términi Imerese.
- 17 de mayo - 1 de junio de 1975. 1 ª TriennialSacred Art-Monreale
- 20 de septiembre - 30 de septiembre de 1975. Personal - Galerìa Dante-PALERMO.
- 10 de noviembre - 10 de diciembre de 1975. Personal -Atelier de Arte - Términi Imerese.
- 1976. Colectiva - 2 º Trofeo Nacional de Examen de PaintingA 'Ficarazza 1976-MESSINA.
- 17 de octubre - 30 de octubre de 1976. Personal - Galería 'A' Ficarazza-MESSINA.
- 3 de mayo - 18 de mayo de 1980. Colectiva -XIX Premio Nacional de Pintura Contemporánea de la ciudad de Termini-Términi Imerese.
- 6 de septiembre - 12 de septiembre de 1981. Colectiva -XX Premio Nacional de Pintura Contemporánea de la ciudad de Termini-Términi Imerese.
- Julio de 1983. Personal - ElbaGallery-PALERMO.
- 29 de agosto - 13 de septiembre de 1981 Collective -Premio Nacional de Pintura Contemporánea de la ciudad de Termini-Términi Imerese.
- Noviembre - diciembre de 1985. Personal -Galerìa Coldiretti - Términi Imerese.
- 18 de mayo - 26 de mayo de 1991. Colectiva -Folclore y las tradiciones de nuestra tierra-Términi Imerese.
- 19 de septiembre - 20 de septiembre de 1992. Colectiva -Folclore y las tradiciones de nuestra tierra-Términi Imerese.
- 9 de julio - 11 de julio de 2000. Colectiva -Arte, Cultura de la creatividad - Terrazze do Castillo - Términi Imerese.
- 2 de septiembre - 3 de septiembre de 2000. Colectiva - Via Romacelebrating-Términi Imerese.
- 22 de julio - 29 de julio de 2001. Personal - Via Belvedere -Términi Imerese.
- 21 de octubre - 26 de octubre de 2006. Personal (con Antonio Contino) - Ciudad HallOttagono S. Catalina-CEFALÚ».
- 24 de diciembre - 31 de diciembre de 2006. Personal (con Antonio Contino) - Touristpro-spot-Términi Imerese.

## Premios
- 4 de septiembre de 1964. Fiesta de la Avellana Festival Uno de AwardPro-Loco y Municipio Polizzi Generosa. El premio de pintura ha sido adquirida por la galería de arte municipal.
- 22 de agosto - 1.º de septiembre de 1963. Colectiva -Exposición Regional de Pintura extemporánea Beato Agustín Novelli, Ciudad de Termini prima-Términi Imerese. Medalla de plata.
- 25 de agosto - 5 de septiembre de 1965. Colectiva -4 ª Exposición regional de Pintura extemporánea Beato Agustín Novelli, Ciudad de Termini prima-Términi Imerese. Medalla de Óptica Ferrara (Termini Imerese).
- 25 de agosto - 5 de septiembre de 1971. Colectiva -X Premio Nacional de Pintura Contemporánea de la ciudad de Termini-Términi Imerese. Premio de la compra.
- 29 de septiembre - 7 de octubre de 1973. Colectiva -XII Premio Nacional de Pintura Contemporánea de la ciudad Termini-TÉRMINI Imerese. Medalla Assessorato Consejo Regional de Turismo.
- 1974. Colectiva -Beux Palacio de las Artes, Salón Internacional, El Arte Libre-PARIS. Diploma de honor.
- 1976. Colectiva -2 º Examen Nacional de Pintura "El Trofeo" Ficarazzi 1976 "- MESSINA.
- 3 de mayo - 18 de mayo de 1980. Colectiva -XIX Premio Nacional de Pintura Contemporánea de la ciudad Terms-Términi Imerese. Joyería Cuti placa (Palermo).
- Sobre sus obras escribieron: F. Amodeo, P. Bova, G. Cappuzzo, S. Carbonaro, S. Cuccia, E. Giunta, R. Orlando, S. Mantia, C. Melodía, MessiDetto (Benedicto Messina), M. Riccobono y otros.